# Megascogaster elongata
Megascogaster elongata är en stekelart som beskrevs av Baker 1926. Megascogaster elongata ingår i släktet Megascogaster och familjen bracksteklar. Inga underarter finns listade i Catalogue of Life.